# 每日雜誌報
《每日雜誌報》（挪威語：Dagbladet）是挪威最大的報紙之一，由丹麥挪威裔安東·邦於1869年創立。

## 外部連結
- 官方网站